# Martsa
Martsa is een plaats in de Estlandse gemeente Toila, provincie Ida-Virumaa. De plaats heeft de status van dorp (Estisch: küla).

## Bevolking
Het dorp had 27 inwoners op 31 december 2011 en 43 inwoners op 31 december 2021.

## Ligging
De plaats ligt aan de Finse Golf.